# Aleksiej Trupp
Aleksiej Jegorowicz Trupp, ros. Алексей Егорович Трупп, Aloīzs Lauris Trūps (ur. 8 kwietnia 1856, zm. 17 lipca 1918 w Jekaterynburgu) – nadworny kamerdyner rodziny cara Mikołaja II.

## Życiorys
Pochodził z terenów dzisiejszej Łotwy i był katolikiem.
Po abdykacji cara Mikołaja II pozostał przy rodzinie carskiej i towarzyszył jej podczas więzienia przez bolszewików. 17 lipca 1918 został zamordowany w Jekaterynburgu razem z rodziną cara i towarzyszącymi im osobami. W 1981 został uznany za świętego przez Rosyjski Kościół Prawosławny poza granicami Rosji, mimo że nie był wyznania prawosławnego.